# Димла
Димла (бенг. ডিমলা, англ. Dimla) — город на севере Бангладеш, административный центр одноимённого подокруга. Площадь города равна 9,13 км². По данным переписи 2001 года, в городе проживало 7575 человек, из которых мужчины составляли 52,69 %, женщины — соответственно 47,31 %. Плотность населения равнялась 829 чел. на 1 км². Уровень грамотности населения составлял 30,1 % (при среднем по Бангладеш показателе 43,1 %).